# 사이 쉰델

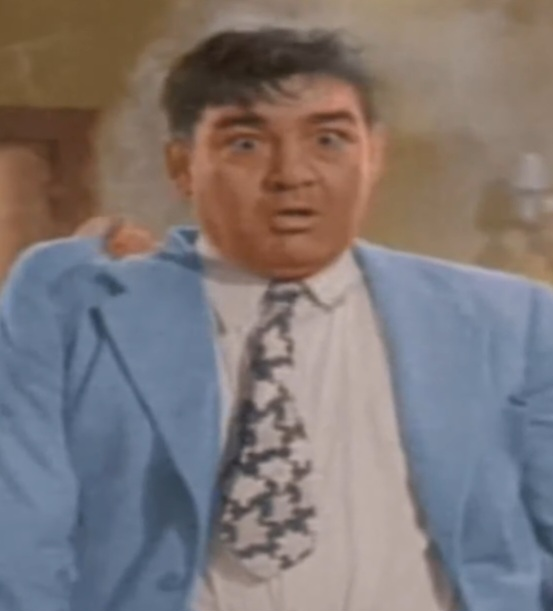

사이 쉰델(Cy Schindell, 1907년 3월 4일 ~ 1948년 8월 24일)은 미국의 배우이다.
브루클린에서 태어났으며 할리우드에서 사망하였다. 사인은 암이다.

## 영화
- 코파카바나 (1947년)
- 썸웨어 인 더 나잇 (1946년)
- 더 페이스 비하인드 더 마스크 (1941년)
- 딕 트레이시 대 범죄 주식회사 (1941년)
- 스파이더 리턴즈 (1941년)
- 샤도우 (1940년)
- 스파이더스 웹 (1938년)